# Ferguson (Kentucky)
Ferguson è un comune degli Stati Uniti d'America, situato nello Stato del Kentucky, nella contea di Pulaski. La popolazione è di 924 persone (2010).